# Taux fixe

## Taux fixe
Un taux fixe permet de connaître dès le départ toutes les modalités de remboursement du prêt effectué. On subit son crédit et aucune intervention n'est possible à l'exception d'un éventuel remboursement anticipé. On ne bénéficie pas d'une éventuelle baisse de taux et donc il reste la seule possibilité de renégocier son crédit.

## Taux fixe modulable
Le taux fixe modulable apporte la possibilité, pendant toute la durée du prêt, d'augmenter ou de diminuer le montant des mensualités en fonction des rentrées d'argent. Une telle décision entraîne, de fait, une variation de la durée de remboursement. Les conditions du prêt spécifient l'amplitude maximale des modulations (entre +/- 10 % par an et +/- 30 % par an selon les établissements), et le nombre maximal de changements possibles. Le prêt peut évoluer en fonction de la situation professionnelle de l'emprunteur (augmentation de revenus, besoin d'autres financements...). En augmentant la mensualité, la durée du prêt et son coût de crédit se réduit.